# Хандшусхайм (регбийный клуб)
«ТСВ Хандшусхайм» (нем. TSV Handschuhsheim) — регбийный клуб из Хандшусхайма (район Гейдельберга, северо-запад Баден-Вюртемберга, Германия), выступающий в регбийной Бундеслиге.

## История
Клуб основан 27 июля 1949 года. Первая игра была проведена 25 сентября того же года против «Хайдельбергера» и закончилась победой «Львов» 19:8.
19 мая 1957 года в финале чемпионата Германии победой 6:3 над Elite Hannover был завоеван единственный в истории клуба чемпионский титул.

## Достижения
Клуб на сегодняшний день становился обладателем ряда трофеев:
- Чемпион Германии по регби-15: 1957
- Вице-чемпион Германии: 1953, 1955, 1956, 1963, 1968, 1978, 2005
- Обладатель Кубка Германии[нем.]: 2005, 2008, 2013
- Обладатель Кубка Лиги[нем.]: 2006, 2007, 2010, 2015
- Чемпион Германии по регби-7: 2004